# Kodeks
|  | Denne artikel handler om bøger – Medieformater behandles i Codec |
Kodeks eller codex kommer fra latin og betyder oprindelig "bog" eller egentlig "trætavle" eller "træstamme". Flertalsformer der ses er "codices", "codexes" eller "kodekser". Ordet betegner blandt andet de gamle romerske bøger, indbundne manuskripter fra middelalderen og lovsamlinger.

## Kodeks (håndskrevet bog, manuskript)
Codex var romernes ord for bog. Oprindelig var den sat sammen af flere tavler af  træ eller elfenben. Oftest var pladerne dækket af voks, hvori man kunne ridse bogstaver med en griffel. Da  Julius Cæsar skrev om Gallerkrigene, skulle han imidlertid have udbredt de bogruller, han skrev på, så de dannede en bog i harmonikaform. Efterhånden blev ordet codex også brugt om bøger skrevet på papyrus, pergament eller papir, når arkene var lagt sammen som i vore bøger og ikke i en skriftrulle. Kodeks blev det sædvanlige medie for skrift i de første århundreder efter Kristi fødsel. 
Kodeks var meget enklere end ruller. Det blev lettere at opbevare og transportere bøger, og teksten blev mere tilgængelig. Nu kunne læseren straks bladre op hvor som helst i bogen, og man kunne skrive på begge sider af arkene. Opfindelsen af kodeks har derfor været meget betydningsfuld i menneskenes kulturhistorie. Alligevel var antallet af bøger begrænset, både på grund af materialet og afskrivningen.
Efter opfindelsen af bogtrykkunsten i 1400-tallet blev kodeks brugt om manuskripter (håndskrifter) fra middelalderen – især bibeltekster:
- Codices puri ("rene kodekser") – bibelhåndskrifter med græsk tekst.
- Codices mixti ("blandede kodekser") – bibelhåndskrifter med kommentarer og oversættelser.
- Codices rescripti ("overskrevne kodekser") – håndskrifter hvor den oprindelige tekst er fjernet og erstattet med en ny (se palimpsest).

### Kendte kodekser (udvalg)
Det findes en mængde kodekser eller håndskrifter. Ofte er de yderst smukt dekoreret  udvendigt og indvendigt gerne med farverige illustrationer eller miniaturer. Bøgerne var så illuminerede manuskripter. Kodekser kan have navn efter ophavs- eller opbevaringsstedet: en by eller et bibliotek, men også efter indhold og udseende. De har som regel latinske navne:
- Codex Aleppo
- Codex Alexandrinus
- Codex Argenteus – "Sølvbibelen", pragthåndskrift på gotisk fra ca. 520
- Codex Bobbiensis
- Codex Gigas – "Djævlebibelen"
- Codex Gothanus
- Codex Leningradensis
- Codex Runicus
- Codex Sinaiticus
- Codex Vaticanus
- Codex Vercellensis
- Codex Westminster Leningrad
- Codex Abrogans
- Codex Alimentarius
- Codex Alimentarius Austriacus
- Codex Amiatinus
- Codex Astensis
- Codex aureus Stockholm – "Guldbibelen" fra 700-tallet opbevares i Stockholm
- Codex Aureus of St. Emmeram
- Codex Aureus of Lorsch
- Codex Basilensis
- Codex Berolinensis
- Codex Bezae
- Codex Bildstenianus
- Codex Bureanus
- Codex Clarkianus
- Codex Claromontanus
- Codex Cumanicus
- Codex Ephraemi Rescriptus
- Codex Exoniensis
- Codex Faenza
- Codex Flatoiensis
- Codex Frisianus – islandsk pergamenthåndskrift fra ca. 1330
- Codex Hammer
- Codex Hammurabi
- Codex Hierosolymitanus
- Codex iuris canonici
- Codex Iustinianus
- Codex Leicester
- Codex Manesse
- Codex Maximilianeus bavaricus civilis
- Codex Mendoza
- Codex Pisanus
- Codex Regius
- Codex Rohonczi
- Codex syriacus
- Codex Theodosianus
- Codex Upsaliensis
- Codex Usserianus Primus
- Codex Verelianus
- Codex Wallerstein
- Codex Wormianus
- Codex Zamoscianus
- Codex Zouche-Nuttall
- Codex ms. 3227a

- Nag Hammadi-teksterne – en samling tidlig-kristne, gnostiske tekster fra byen Nag Hammadi
- Book of Kells

## Codex (lovsamling)
I Romerrigets retssystem var codex betegnelsen på en samling af love eller forordninger. Der er en række kendte kodekser gennem historien, bl.a. kejser Theodosius' lovsamling Codex Theodosianus fra år 438 og Codex iuris canonici (CIC),  den romersk-katolske kirkes officielle lovbog.

## Codex (sangbog)
Codex er også navnet på den sangbog de nederlandske studenter bruger til deres traditionelle sangfester, de såkaldte cantus.

## Kodeks (moralregler)
En kodeks kan i overført betydning betegne en – ofte uskreven – samling af regler eller sædvaner for en gruppe. Fx i sammensætninger som moralkodeks og æreskodeks.